# Vészhelyzet (8. évad)
Ez az oldal tartalmazza a Vészhelyzet tévésorozat 8. évadja epizódjainak listáját. Ezenfelül megtalálható a vetítés első időpontja az amerikai NBC csatornán.
| Epizód | Évad | Premier              | Tartalom |
| ------ | ---- | -------------------- | --- |
| 158    | 8x1  | 2001. szeptember 27. | (Four Corners / Négy felvonás): Weaver aggódik, vajon újonnan felfedezett leszbikussága megváltoztatja-e emberi kapcsolatait a munkahelyén? Carter, családja és Abby társaságában vesz végső búcsút nagyapjától. Clio attól tart, hogy megfertőzte magát AIDS-vírussal szennyezett vérrel, Benton pedig azon fáradozik, hogy megnyugtassa testvérét, Jackie-t, aki nem tudja túltenni magát fia elvesztésén. |
| 159    | 8x2  | 2001. október 4.     | (The Longer You Stay / Maratoni műszak): Carter ügyeleti ideje alatt rengeteg a beteg, ugyanis egy rock koncert bajbajutott résztvevőit is beszállítják a mentők. Benton előző barátnője, Carla autóbalesetben meghal. Carla férje és Benton azon aggódnak, milyen hatással lesz ez a tragédia Carla 4 éves, süketnéma kisfiára. Weaver szabadságra megy, mert egy magánnyomozótól új híreket kap édesanyjáról. Abby el van keseredve, mert barátja, Kovac doktor nyíltan flörtöl a társaságában egy francia pincérlánnyal. |
| 160    | 8x3  | 2001. október 11.    | (Blood, Sugar, Sex, Magic / Vér, cukor, szex, varázslat): Greene kamasz lánya fellázad anyja ellen és megszökik otthonról. Arra akarja rábeszélni apját és annak feleségét Corday doktornőt, hogy fogadják be őt. Maluccit viselkedése miatt Weaver doktornő egy életre kitiltja az osztályról. Carter és Abby egyre közelebb kerül egymáshoz, amikor a lány és Kovac doktor végleg szakít. Chen megszállottan és kitartóan küzd egy magára hagyott csecsemő életéért. Romano pedig Weaver ellen fordul, amikor az egyik helyi lap kiteregeti, hogy miközben a doktornő a magánügyeit intézte az osztályon meghalt egy beteg.  |
| 161    | 8x4  | 2001. október 18.    | (Never Say Never / Sohase mondd, hogy soha!): Amikor Dr. Susan Lewis visszaérkezik Chicagóba, Greene nem törődve Weaver doktornő tiltakozásával, azonnal alkalmazza. Chen annyira aggódik az ellene készülődő vizsgálat miatt, hogy inkább felmond. Benton egy életmentő műtét miatt nem tud időben elmenni a fiáért az óvodába és kénytelen igénybe venni Roger segítségét. Kovac megdöbben, amikor a kórházban felbukkan az a csinos francia pincérlány, akivel olyan kitartóan flörtölt. |
| 162    | 8x5  | 2001. október 25.    | (Start All Over Again / Újrakezdés): Lewis és Abby szakmai kérdésekben alaposan összevesznek. Benton a legszívesebben félbehagyna egy műtétet, amikor kiderül, hogy Reese eltűnt. Ám szerencsére kiderül, hogy testvére, Jackie vitte magával a kisfiút. Benton és Roger rájönnek, hogy alaposabban kell megszervezniük, mikor ki foglalkozik a gyerekkel. Corday nem tudja egykönnyen megszokni, hogy hozzájuk költözött Greene kamaszlánya, Rachel is. Ráadásul, amikor egy újabb betege hal meg fertőzésben, még a rendőrség is nyomozni kezd.                                                                              |
| 163    | 8x6  | 2001. november 1.    | (Supplies and Demands / Adok-kapok): Folytatódik Corday vesszőfutása: miután néhány betege fertőzésben meghalt, komoly vizsgálat indul ellene és szándékos eutanáziával is megvádolják. Lewis doktornő rájön, hogy két betege, akiket influenzával kezelt, fertőző halálos betegségben szenved. Kovac munkát próbál szerezni francia barátnőjének az osztályon, ám az eredmény több mint katasztrofális. Abby hevesen flörtöl egy sebesült tűzoltóval, de bevallja Carternek, hogy legszívesebben vele randizna. |
| 164    | 8x7  | 2001. november 8.    | (If I Should Fall from Grace / Kegyvesztetten): Greene-nek nem könnyű a helyzete: Corday egyre idegesebb az elhúzódó vizsgálatok miatt, kamaszlányára, Rachelre pedig egyre gyakoribbak a panaszok az iskolában. Carter kénytelen tudomásul venni, hogy komolyan megrendült nagyanyja, Millicent egészsége, de az önfejű asszony minden áron folytatni akarja korábbi, tevékeny életét. Az egész osztályt lenyűgözi az osztályra érkező új orvostanhallgató. |
| 165    | 8x8  | 2001. november 15.   | (Partly Cloudy, Chance of Rain / Ítéletidő): Chicagóra hatalmas felhőszakadás zúdul, és a sürgősségi osztályt ellepik a betegek és hozzátartozóik. Carter nagyanyja egy autóbalesetben csípőjét töri, Kovac új barátnője pedig váratlanul bajba kerül és meglepő hírt közöl partnerével. Az osztály újonca, Michael Gallant kockázatos döntést hoz, amikor egy állapotos asszony élete a tét. Benton pedig egyre feszültebben várja az apasági teszt eredményét. Greene próbálja megnyugtatni azt a kétségbeesett fiút, akit gyötör a lelkiismeret-furdalás, mert játék közben hagyta, hogy öccsét elsodorja a megáradt folyó. |
| 166    | 8x9  | 2001. november 22.   | (Quo Vadis? /Z űr hátán zűr): Benton ügyvédje segítségével harcol azért, hogy nála helyezzék el a fiát, Reese-t. Greene és Lewis doktornő legújabb betege egy agykárosult tizenéves bokszoló, akit edzés közben ért a sérülés. Weaver azt a tűzoltót kezeli, akit régről ismer és aki minden bátorságát összeszedve randevút kér a doktornőtől. |
| 167    | 8x10 | 2001. december 13.   | (I'll Be Home for Christmas / Az otthon melege): Bentonnak választania kell a fia és a munkahelye között: a gyereket ugyanis csak akkor kapja meg, ha megkurtítják a munkaidejét, de ebbe Romano nem egyezik bele. Benton erre Cleóval együtt felmond. Abby kíváncsiságból nyomozni kezd Kovac doktor új barátnője, a francia Nicole után. |
| 168    | 8x11 | 2002. január 10.     | (Beyond Repair / Hullámvölgyben): Abby rossz híreket kap a születésnapján. Kiderül, hogy Kovac doktor két hónapra Boszniába utazik, ráadásul a volt férje újra házasságra készül. Közben a szárnyai alá vesz egy fiút, akinek meghalt az anyja a kórházban. Otthon végre a szomszédnője felköszönti… Carter nem teljesen érti, hogy anyját mi vezérli, amikor Chicagóba érkezik, hogy ápolja az anyját, Carter nagyanyját. |
| 169    | 8x12 | 2002. január 17.     | (A River in Egypt / Folyó Egyiptomban): Lewis és Weaver összevesznek azon, hogyan kell ellátni egy sérült bűnözőt, aki inkább a kórházban hal meg, minthogy a börtönben várjon a kivégzésére. Abby arról próbálja meggyőzni a szomszédasszonyát, hogy hagyja végre ott erőszakos férjét. Miközben Carter szülei hosszú házasság után válni készülnek, a fiú kideríti egy ambiciózus ifjú rapperről, hogy HIV-pozitív. |
| 170    | 8x13 | 2002. január 31.     | (Damage Is Done / Kész a baj): Greene és Corday kétségbeesik, amikor kiderül, hogy kislányuk túladagolás miatt kórházba kerül. Lewis legfrissebb betegei, apja és lánya egy levélbomba felnyitása során sérültek meg. Carter egy 12 éves leukémiás kislányt kezel, a többiek pedig egy olyan 13 éves lányt próbálnak meg ellátni, aki karambolozott. A negyedéves medikus, Michael Gallant hajléktalanokkal foglalkozik, Abbyt pedig az éjszaka kellős közepén meglátogatja a szomszédja. |
| 171    | 8x14 | 2002. február 7.     | (A Simple Twist of Fate / A sors fintora): Greene és Corday kisbabája még mindig küzd az életéért, ám szülei közben azon vitatkoznak, hogy Corday kitiltja otthonukból Rachelt, férje lányát. Abby joggal bánja már, hogy beleavatkozott szomszédai életébe. Az osztály dolgozói közül többen kapnak ételmérgezést. Cartert pedig tovább foglalkoztatja rendezetlen viszonya a szüleivel. Mindeközben folyamatosan érkeznek a betegek, egy szívproblémákkal küszködő úszó, egy megsérült lottónyertes és egy sztriptíztáncosnő, aki lenyelte az egyik kuncsaftja jegygyűrűjét.                                                 |
| 172    | 8x15 | 2002. február 28.    | (It's All in Your Head / Ami a fejünkben van): Bár Greene egészségi problémái lassan újra jelentkeznek, Corday kislányukkal szállodába költözik, mert nem tudja megbocsátani a férjének azt, ahogy Rachellel bánt. Közben Greene képtelen elfogadni, hogy súlyosan megégett betege nem akarja, hogy a családja ilyen állapotban lássa. Chen tinédzser betege egy évig feküdt kómában és most kiderül róla, hogy terhes. Abby kétségbe esik, amikor megtudja, hogy agresszív szomszédját, aki még őt is megverte, szabadlábra helyezik és a férfi visszaköltözik a szomszéd lakásba.                                            |
| 173    | 8x16 | 2002. március 7.     | (Secrets and Lies / Titkok és hazugságok): Egy beteg mindenféle szexuális játékot, kelléket hagy a rendelőben és a stáb tagjai komoly érdeklődést mutatnak a kellékek iránt. Weaver azonban nincsen jó kedvében és nem értékeli a többiek humorát, hanem beosztja Cartert, Kovacot, Gallantot Lewist és Abbyt egy olyan továbbképzésre, amelynek témája a szexuális erőszak. Míg a "tanulók" az előadóra várakoznak, kibeszélik egymás között legféltettebb titkaikat. |
| 174    | 8x17 | 2002. március 28.    | (Bygones / Fátylat rá): Corday és Greene munkakapcsolatát megnehezíti, hogy még mindig külön élnek. Elizabeth arra gyanakszik, hogy férje Lewis doktornőnek udvarol. Weaver egy tűzvész áldozatait kezeli és még azt sem tudja, hogy vajon tűzoltó barátnője, Sandy Lopez túlélte-e a tragédiát. Megjelenik az osztályon két diák, akik azt állítják, hogy az egyetemen megtámadta őket egy őrült, és két idősödő házasságtörő is komoly gondokat okoz a személyzetnek. |
| 175    | 8x18 | 2002. április 4.     | (Orion in the Sky / Mint csillag az égen): Greene újra támadó betegsége elől a munkába menekül, de rá kell arra is ébrednie, hogy ha állapota rosszabbra fordul, nem lesz képes ellátni a feladatát. Lelkes és magabiztos, nagy terveket dédelgető új kolléga érkezik az osztályra, aki hamar felméri, hogy jócskán van még mit tanulnia a többiektől. Abby, amikor megtudja, hogy erőszakos szomszédja kiköltözött a házból, otthagyja Kovacot és visszatér saját otthonába. |
| 176    | 8x19 | 2002. április 25.    | (Brothers and Sisters / Testvérek): Lewis azonnal New Yorkba rohan, amikor hatéves unokahúga segítséget kérve felhívja Chicagóban. Corday a legrosszabbtól tart, amikor Rachel felhívja őt Hawaii-ról, ahol apjával Greene-nel nyaral. Az újonc Pratt nagy vihart kavar az osztályon, amikor szokatlan, új eljárással próbál segíteni az egyik haldokló betegen. Weavernek szembe kell néznie azzal, milyen dilemmát jelent a szülőknek, hogy lemondjanak agyhalott fiúkról. (Közös epizód a Harmadik műszak című sorozattal.)                                                                                                 |
| 177    | 8x20 | 2002. május 2.       | (The Letter / A levél): Carter felolvassa a beteg Greene levelét az osztály dolgozóinak és szóhoz sem jut, amikor az egyik visszatérő hajléktalan beteg azt követeli, hogy őt Greene lássa el. Carter megpróbálja rábeszélni a részeg Abbyt, hogy tartson vele a Névtelen Alkoholisták gyűlésére. Romano kétségbeesetten küzd egy fiatal lány életéért. Melissa Rue-nál akkor diagnosztizáltak egy rosszindulatú daganatot, amikor egy autóbalesetben szerzett sérülését látták el. |
| 178    | 8x21 | 2002. május 9.       | (On the Beach / Az utolsó nap): Greene, akinek már csak napjai vannak hátra, magával viszi Cordayt és Rachelt gyerekkori otthonába, Hawaii-ba. A kamaszlány csak vonakodva figyel apja emlékeire, keserédes történeteire. Ahogy romlik Greene állapota, úgy hevesednek a viták, de még mielőtt Greene meghal, apa és lánya újra kibékül egymással. Kollégái és szerettei mindannyian részt vesznek Greene chicagói temetésén. |
| 179    | 8x22 | 2002. május 16.      | (Lockdown / Vesztegzár): Chicagóban járványtól tart mindenki, Carter és Abby ismeretlen kórral kezel két gyereket, és az osztályt karantén alá helyezik, amíg meg nem érkeznek a szövetségi kormány járványügyi szakemberei. Amíg Carter a fiatalok életéért küzd, ostromállapot alakul ki az osztályon, a rendőrség lezárja a kijáratokat, újságírók hada szállja meg a kórház környékét. Mindeközben Pratt és Chen doktornő, akik lehet, hogy maguk is megfertőződtek, azon dolgoznak, hogy megmentsenek egy súlyosan beteg hajléktalant.                                                                                    |